# Resolució 372 del Consell de Seguretat de les Nacions Unides
La Resolució 372 del Consell de Seguretat de les Nacions Unides, aprovada per unanimitat el 18 d'agost de 1975, després d'examinar l'aplicació de la República de Cap verd per a ser membre de les Nacions Unides, el Consell va recomanar a l'Assemblea general que la República de Cap Verd fos admesa.